# Liolaemus flavipiceus
Liolaemus flavipiceus — вид ігуаноподібних ящірок родини Liolaemidae. Мешкає в Аргентині і Чилі.

## Поширення і екологія
Liolaemus flavipiceus відомі з двох місцевостей, одна з яких розташована неподалік від перевалу Пеуенче в департаменті Маларгуе, в аргентинській провінції Мендоса, а друга — в районі озера Лагуна-дель-Мауле в провінції Талька в чилійському регіоні Мауле. Вони живуть в гірських кам'янистих районах, місцями порослих рослинністю. Зустрічаються на висоті від 2150 до 2500 м над рівнем моря.